# Lorraine Baumann
Lorraine Baumann (* 1. Oktober 1993) ist eine französische Badmintonspielerin. 

## Karriere
Lorraine Baumann stand 2013 erstmals auf dem Siegerpodest bei den nationalen Meisterschaften in Frankreich. 2011 nahm sie an den Badminton-Juniorenweltmeisterschaften teil, 2012 und 2014 an den Badminton-Mannschaftseuropameisterschaften. Auf dem Podest stand sie auch bei den Portugal International 2013, den Dutch International 2013 und den Romanian International 2014.